# アラバマ・アベニュー駅 (BMTジャマイカ線)
アラバマ・アベニュー駅（英語: Alabama Avenue）はニューヨーク市地下鉄BMTジャマイカ線の駅である。ブルックリン区イーストニューヨークにあり、終日J系統が停車する。また、ラッシュ時の混雑方向についてはZ系統も停車する。

## 駅構造
| 3F         | 急行線                       | → 路盤のみ |
| P ホーム階 | 南行線                       | ← ブロード・ストリート駅行き（ブロードウェイ・ジャンクション駅） ← 朝ラッシュ：ブロード・ストリート駅行き（ブロードウェイ・ジャンクション駅） |
| P ホーム階 | 島式ホーム、左側のドアが開く | |
| P ホーム階 | 北行線                       | → ジャマイカ・センター-パーソンズ/アーチャー駅行き（夕ラッシュ：クリーヴランド・ストリート駅、その他時間帯：ヴァン・シックレン・アベニュー駅）→ 夕ラッシュ：ジャマイカ・センター-パーソンズ/アーチャー駅行き（ヴァン・シックレン・アベニュー駅）→ |
| M          | 改札階                       | 改札口、駅員詰所、メトロカード自動券売機 |
| G          | 地上階                       | 出入口 |

アラバマ・アベニュー駅は島式ホーム1面2線の高架駅で、1885年9月5日に開業し、2006年から2007年にかけて改修工事が行われた。ホーム西側には緑のフレームと支柱で支えられた赤い屋根が掛けられている。
駅舎の平屋根の上からブロードウェイ・ジャンクション駅に向かって路盤が設けられている。これは1960年代後半に計画のみで終わったBMTジャマイカ線の急行線の跡である。建設が始まった後になって工学的な検討により列車通過時の振動が酷く駅舎が大きく揺れることが分かったため、建設は途中で断念された。
スコット・レッデン（Scott Redden）作の無題の作品が2008年から展示されている。これはホームに設けられた看板9面のうち8面に設けられた3種類のステンドグラスからなるもので、農家や鶏、ピックアップトラックなど農業に関係した情景が描かれている。
駅の下の通りにはラックストロウ・ダウンズ（Rackstraw Downes）作の "Under the J Line at Alabama Avenue, 2007" という作品が描かれている。

### 出口
改札口は1箇所、線路下の高架駅舎に設けられている。ホーム西端（路線案内上は南）に上がる階段が1本と自動改札機、トークン・ブースとアラバマ・アベニュー - フルトン・ストリート交差点の南東角に下りる階段2本（それぞれ逆方向を向いている）が設けられている。